# 小行星7209
小行星7209（7209 Cyrus）是一颗绕太阳运转的小行星，为主小行星带小行星。该小行星于1960年10月17日发现。

## 轨道参数
小行星7209的轨道半长轴为2.5931465 UA，离心率为0.048。